# IC 2312-1
IC 2312-1 — галактика типу S (спіральна галактика) у сузір'ї Рак.
Цей об'єкт міститься в оригінальній редакції індексного каталогу.